# (128) Nemesis
(128) Nemesis – bardzo duża i ciemna planetoida pasa głównego asteroid.

## Odkrycie
Została odkryta 25 listopada 1872 roku w Detroit Observatory w mieście Ann Arbor przez Jamesa Watsona. Nazwa planetoidy pochodzi od imienia bogini zemsty Nemezis z mitologii greckiej.

## Orbita
(128) Nemesis krąży w średniej odległości 2,75 jednostek astronomicznych od Słońca (okres obiegu to 4 lata i 205 dni). Ma średnicę ok. 188 km i wykonuje jeden pełny obrót wokół własnej osi w czasie ok. 39 godzin. Jest członkiem rodziny planetoid Nemesis i jednocześnie jej największym obiektem (stąd nazwa).